# Барашівський порцеляновий завод
Барашівський порцеляновий завод, Барашівська порцелянова фабрика, або Барашівський порцеляно-фаянсовий завод — колишнє підприємство порцелянових виробів, що розміщувалося у селі Бараші Житомирської області.

## Історія
Фабрику порцеляни засновано у 1854 році Анелею Рациборською. У 1878 році підприємство перейшло у власність Северина Шильке, котрий, того ж року, віддав його в оренду Айзикові Гершфельду.
Спочатку будівля фабрики була дерев'яною, розміщувалася в центрі містечка. Сировину для підприємства завозили з с. Федорівка. Ймовірно, для масового виробництва використовували неочищений каолін, тому якість, як і ціна, продукції широкого вжитку була низькою.
За довідником підприємств 1881 року, власником заводу є А. Рациборська, орендатором — купець Гершфельд. Завод мав 4 печі, виробляв до 150 тисяч штук порцелянового та фаянсового посуду на суму 150 тис. рублів. Кількість працівників — 32. Від 1884 року, крім 4 печей, підприємство мало парову машину на 16 кінських сил. У 1887 році на 3 формувальники припадало 6 художників, загальна чисельність — 34 працівники.
1894 року Шильке продав заклад Раїсі Захарівні Максимович і в 1895 році Гершфельд припинив оренду. Відтоді на фабриці почалося виробництво фаянсу. У 1887 році на підприємстві працювало 106 робітників. Вироблялися чашки, тарілки та інший столовий посуд, що надходив до Києва, Житомира, Кременчука та інших міст.
До 1900 року керувала заводом сама власниця, цього ж року віддала підприємство в оренду Абрамові Каранту та Михайлові Кушнірському. Станом на 1903 рік річний оборот становив 35 300 рублів (за припущенням — 100 тис. рублів), кількість працівників — 70. Серед продукції переважали чайні сервізи. Продукція мала маркування 4 видів: «BARASZE», «БАРАШИ», «Barasze» та Бараши.
На початку 20 століття завод продали через нерентабельність. В ті часи кількість співробітників сягала 200, в основному місцеве єврейське населення. У 1904 році власником підприємства став Неберо, в тому ж році завод згорів. Згодом був частково відбудований, тут працювало 48 робітників. Виробництво розмістили в цегляному приміщенні, було 2 горна та 50 верстатів. У 1905 році вироблялося продукції на 25 тис. рублів при 30 працівниках. До 1908 року чисельність працівників зросла втричі, обсяг продукції збільшився до 60 тис. рублів. На 1909 рік власником підприємства була Р. З. Максимович, орендатори ті ж. В 1911 році на підприємстві працювали 75 робітників, виробництво належало С. В. Симоновичу, річний обсяг продукції — 59 788 рублів, устаткування — чотири звичайні одноповерхові печі. У 1913 році власником підприємства значився В. Г. Мжаванадзе — тоді завод був устаткований чотирма простими одноповерховими горнами, що опалювалися дровами. В останні роки, з чотирьох печей, дві були двоповерховими, використовувалися для обпалу посуду французького типу. Сировину заготовляли неподалік: каолінову глину — біля с. Киянка, шпат — у с. Симони. Фарбу спочатку купували за кордоном, згодом налагодили власне виготовлення.
У 1917 році, після влаштованої більшовиками пожежі, підприємство припинило діяльність. Протягом 1917—1919 років виробництво посуду було епізодичним. За твердженням О. Оглоблина, у 1924 році від фабрики не залишилося й сліду — будівлі знищила пожежа. Ймовірно, що до початку 1930-х років піч вціліла і відбувався, так званий «хатній випал», або ж майстри розписували виготовлену раніше продукцію.

## Асортимент виробів
У 1880-х роках на підприємстві почав працювати городницький модельмайстер Мейєр, з приходом якого підвищилася якість продукції. Налагодили випуск чайників «Англійський манжет», «Рафаель», кухлів «Берлінська», «Варшавське горня», молочників «Бельгійський» та «Конде». Ці ж види продукції впроваджувалися у виробництво на інших фабриках — Баранівській та Довбиській. Вироби часто мали написи на їдиші через працю в цій галузі, переважно, євреїв.
Заклад виробляв чайники, кухлики, блюдця, тарілки, салатники, вершківниці, чашки, вази, вазони, сільнички, хрінниці, умивальники тощо. В кінці 19 — початку 20 століть, у період модерну, підприємство планувало виробництво посуду з гарячим членуванням деталей та оздобленням завитками. В цей час посуд замовляли до Києва, Варшави, потрапляла продукція й за кордони Російської імперії, зокрема, до Австро-Угорщини.
Окремі вироби заводу зберігаються в Державному музеї українського декоративного мистецтва.